# Неттеталь
Неттеталь (нем. Nettetal) — город в Германии, в земле Северный Рейн-Вестфалия.
Подчинён административному округу Дюссельдорф. Входит в состав района Фирзен.  Население составляет 41 736 человек (на 31 декабря 2010 года). Занимает площадь 83,64 км². Официальный код  —  05 1 66 016.
Город подразделяется на 6 городских районов.